# Adelphocoris
Genre
Adelphocoris est un genre d'insectes hémiptères du sous-ordre des hétéroptères (punaises), de la famille des Miridae.

## Espèces rencontrées en Europe
- Adelphocoris bimaculicollis Lindberg, 1948
- Adelphocoris detritus (Fieber, 1861)
- Adelphocoris hercynicus Wagner, 1938
- Adelphocoris insignis Horváth, 1898
- Adelphocoris josifovi Wagner, 1968
- Adelphocoris laeviusculus Vinokurov, 1976
- Adelphocoris lineolatus (Goeze, 1778)
- Adelphocoris quadripunctatus (Fabricius, 1794)
- Adelphocoris reichelii (Fieber, 1836)
- Adelphocoris seticornis (Fabricius, 1775)
- Adelphocoris ticinensis (Meyer-Dür, 1843)
- Adelphocoris vandalicus (Rossi, 1790)